# NGC 4051
NGC 4051 je prečkasta spiralna galaktika u zviježđu Velikom medvjedu. 
U središtu galaktike je crna rupa.

## Vanjske poveznice
- (eng.) SEDS: NGC 4051
- (eng.) Revidirani Novi opći katalog
- (eng.) Izvangalaktička baza podataka NASA-e i IPAC-a
- (eng.) Astronomska baza podataka SIMBAD
- (eng.) VizieR